# The Singles 2nd Ward
The Singles 2nd Ward es una película de comedia de temática SUD. Al igual que The Singles Ward y otras películas que siguieron, The Singles 2nd Ward es una película que va especialmente dirigida a personas miembros de La Iglesia de Jesucristo de los Santos de los Últimos Días. Como tal, hace multitud de referencias a las creencias, costumbres y modo de vida de los mormones en Utah (véase el artículo Folclore mormón), que son difícilmente comprendidas por personas no miembros. 
Sin embargo, la película ofrece una visión interesante y a la vez cómica al mundo de la cultura mormona.

## Argumento
Dallen finalmente ha conocido a la chica de sus sueños, Christine, y es todo lo que Dallen siempre ha querido: dulzura, sencillez y dedicada al evangelio.
Dallen es un profesor universitario de mitología mormona que casi se había resignado a no encontrar una compañera eterna, viendo como sus amigos se casan y ya tenían varios hijos. Sus esperanzas se renuevan cuando Christine aparece en su barrio (congregación) y surge un amor a primera vista. Los padres de Christine son muy ricos y están divorciados, cada uno de ellos se han casado un par de veces. El problema surge cuando Christine cuenta sus planes de matrimonio a sus padres, algo que no pueden entender y más cuando no van a poder asistir a su enlace en el templo (ya que solo los miembros están autorizados a entrar). Dallen al darse cuenta de esto retira su proposición de matrimonio a Christine, con el fin de evitar una posible ruptura con sus padres. Sin embargo, Dallen visita al padre de Christine y le explica la importancia del matrimonio en el templo, y le da Dallen su bendición. Christine y Dallen entonces deciden retomar su preparación para su boda.
Durante la película, Jonathan está haciendo una película basada en su experiencia en el barrio de solteros. Cuando los amigos de Jonathan visitan al reparto, cada uno de ellos ve el actor que interpreta a ellos. Dallen es interpretado por "Un tipo que ha estado en todas las películas SUD", que se ve exactamente como Dallen (también interpretado por Kirby Heyborne). Al intentar hacer una película sobre la experiencia Dallen, Jonathan decide que las películas deben efectuarse en trilogías, pero como todo el mundo se ha casado tendría que ser un barrio de familias en vez de un barrio de solteros.

## Producción
The Singles 2nd Ward empezó su producción el 9 de julio de 2007. El rodaje se planificó para que durara 18 días, concluyendo el 28 de julio. Los lugares de rodaje se centraron en Utah, Estados Unidos.

## Reparto
- Erin Chambers como Christine.
- Connie Young como Cammie.
- Will Swenson como Jonathan.
- Kirby Heyborne como Dallen Martin.
- Michael Birkeland como Hyrum.
- Daryn Tufts como Eldon.
- Brad Johnson como Willard.
- Jimmy Chunga como Phat Cop.
- Robert Lee Swenson como Zak.
- Lincoln Hoppe como DeVerl.
- Wally Joyner como Hermano Angel.
- Jeff Olson como Jack.
- Art Allen como Moroni.
- Michelle Gould como Patty.
- Kathryn Little como Dorothy.